# Kirill Ušatov
Kirill Andreevič Ušatov (in russo Кирилл Андреевич Ушатов?; Mosca, 24 gennaio 2000) è un calciatore russo, centrocampista del Rodina Mosca.

## Carriera
Ha iniziato la sua carriera nelle serie minori del campionato russo. Il 26 giugno 2022 è stato acquistato dal Soči, con cui ha esordito in Prem'er-Liga il 17 luglio successivo, in occasione dell'incontro vinto per 3-1 sul campo della Torpedo Mosca.

## Statistiche

### Presenze e reti nei club
Statistiche aggiornate al 10 settembre 2022.
| Stagione            | Squadra             | Campionato          | Campionato | Campionato | Coppe nazionali | Coppe nazionali | Coppe nazionali | Coppe continentali | Coppe continentali | Coppe continentali | Altre coppe | Altre coppe | Altre coppe | Totale | Totale |
| Stagione            | Squadra             | Comp                | Pres       | Reti       | Comp            | Pres            | Reti            | Comp               | Pres               | Reti               | Comp        | Pres        | Reti        | Pres   | Reti   |
| ------------------- | ------------------- | ------------------- | ---------- | ---------- | --------------- | --------------- | --------------- | ------------------ | ------------------ | ------------------ | ----------- | ----------- | ----------- | ------ | ------ |
| feb.-giu. 2018      | Dolgoprudnyj        | 2D                  | 2          | 1          | CR              | -               | -               |                    | -                  | -                  |             | -           | -           | 2      | 1      |
| 2018-2019           | Dolgoprudnyj        | 2D                  | 2          | 0          | CR              | 0               | 0               |                    | -                  | -                  |             | -           | -           | 2      | 0      |
| 2019-2020           | Dolgoprudnyj        | 2D                  | 1          | 0          | CR              | 1               | 0               |                    | -                  | -                  |             | -           | -           | 2      | 0      |
| Totale Dolgoprudnyj | Totale Dolgoprudnyj | Totale Dolgoprudnyj | 5          | 1          |                 | 1               | 0               |                    | -                  | -                  |             | -           | -           | 6      | 1      |
| 2020-2021           | Tver'               | 2D                  | 21         | 3          | CR              | 0               | 0               |                    | -                  | -                  |             | -           | -           | 21     | 3      |
| 2021-2022           | Tver'               | 2D                  | 26         | 4          | CR              | 1               | 0               |                    | -                  | -                  |             | -           | -           | 27     | 4      |
| Totale Tver'        | Totale Tver'        | Totale Tver'        | 47         | 7          |                 | 1               | 0               |                    | -                  | -                  |             | -           | -           | 48     | 7      |
| 2022-2023           | Soči                | PL                  | 4          | 0          | CR              | 1               | 0               |                    | -                  | -                  |             | -           | -           | 5      | 0      |
| Totale carriera     | Totale carriera     | Totale carriera     | 56         | 8          |                 | 3               | 0               |                    | -                  | -                  |             | -           | -           | 59     | 8      |